# Kashk
Le kashk (persan : کشک ; dari : قوروت ; pachto : کرت ; kurde : keşk ; turc : keş peyniri) ; kishk (arabe : كِشْك) ; qurt  (kazakh : құрт ; turkmène : gurt ; ouzbek : qurt) ; qurut (azéri : qurut ; bachkir : ҡорот ; kirghize : курут ; turc : kurut) ; chortan (arménien : չորթան ; tatar : qort, chortan ; aaruul (mongol : ᠠᠭᠠᠷᠤᠤᠯ ; cyrillique : ааруул) est un ensemble de produits laitiers utilisés dans la cuisine des populations afghanes, iraniennes,  turques, kurdes, mongoles, caucasiennes, levantines et autres peuples d'Asie centrale.

## Levant
Au Levant, c'est une préparation de yogourt fermenté (vache ou chèvre) mélangé avec du blé concassé, le tout finement moulu et ensuite séché. Généralement, on le mélange avec de la tomate, des oignons et de l'huile d'olive, et l'on prépare des manakish. Il existe aussi la soupe traditionnelle libanaise de kashk qui est faite avec de l'ail ainsi que de l'awarma, une viande grasse conservée en salaison. Le kashk est surtout populaire en Syrie et dans la région de la Bekaa au Liban, connue pour son climat sec, ce qui est favorable pour sa préparation.

## Iran
En Iran, le kashk est un produit laitier traditionnellement obtenu après cuisson et égouttage du babeurre. Le produit obtenu est salé puis laissé séché au soleil pour trouver une consistance dure permettant d'être conservé de longs mois. C'est l'un des produits de base que l'on retrouve chez les nomades Bakhtiaris ou Kachkaïs entre autres. Le kashk se retrouve également vendu sous sa forme industrielle liquide pour la cuisine, notamment pour les  soupes traditionnelles comme le ash-e kashk,  ash reshteh, kashk-o bademjan et kāle djouch. L'eau résiduelle obtenue après l'égouttage du babeurre est ensuite recuite jusqu'à obtenir une pâte marron foncée extrêmement acide appelée ghare ghurut ou ghārā utilisée comme assaisonnement de soupes ou ragoûts.

## Turquie
En Turquie, le kashk est un produit à base de yaourt séché également connu sous le nom de keş peyniri, kurut, taş yoğurt, kuru yoğurt, ou katık keşi. Dans les régions Nord et Ouest, notamment à Bolu, le produit est classé comme un fromage dû à sa forme et sa couleur. À Erzincan, Erzurum, Kars et dans l'ensemble de la région Est, le kurut est produit à partir de yaourt écrémé issu du petit lait résiduel de beurre fabriqué par la méthode yayık. 

## Asie centrale
En Asie centrale, le qurt se présente sous forme de boule d'une taille inférieure à celle d'un abricot, parfois aplatie ou cylindrique ; c'est un produit laitier sec. Il peut être préparé de trois façons :
- salé et séché : après salaison abondante, filtrage et séchage, on donne une forme de bille au produit avec les mains ;
- bouilli et séché : après avoir été bouilli pendant deux à trois heures, le produit est roulé en forme de bille ou de cylindre, puis séché au soleil ;
- bouilli : ce qurt peut être ajouté à un bouillon. Les autres sortes de qurt peuvent également être ajoutées à un bouillon, mais doivent être préalablement ramollies dans de l'eau ou du bouillon. Les Bachkirs fabriquent des boules de la taille d'une pêche, qu'ils ajoutent souvent aux bouillons de gras de viande, ce qui constitue un plat très nourrissant. Le qurt est préparé à base de lait de brebis, de chèvre ou de vache. Dans le sud du Kazakhstan, il peut également être à base de lait de jument.

En Mongolie, il accompagne généralement le süütei tsai, thé au lait de différents herbivores et de millet frit.
Chez les Sibériens éleveurs de rennes Tsaatan ou Doukha du nord de la Mongolie, il est produit à partir de lait de renne.

## Galerie

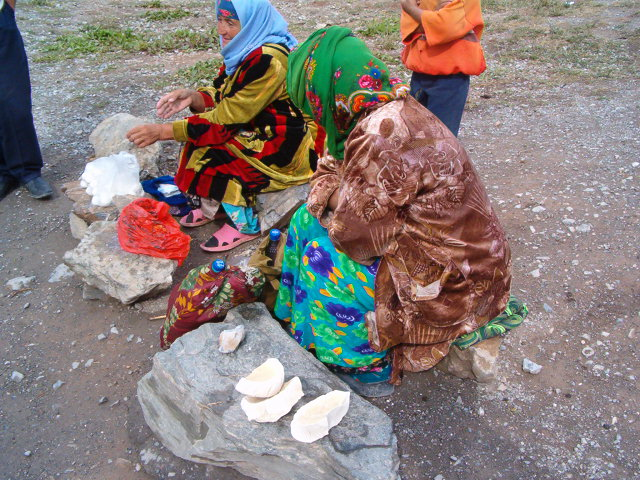
Qurut au Tadjikistan.
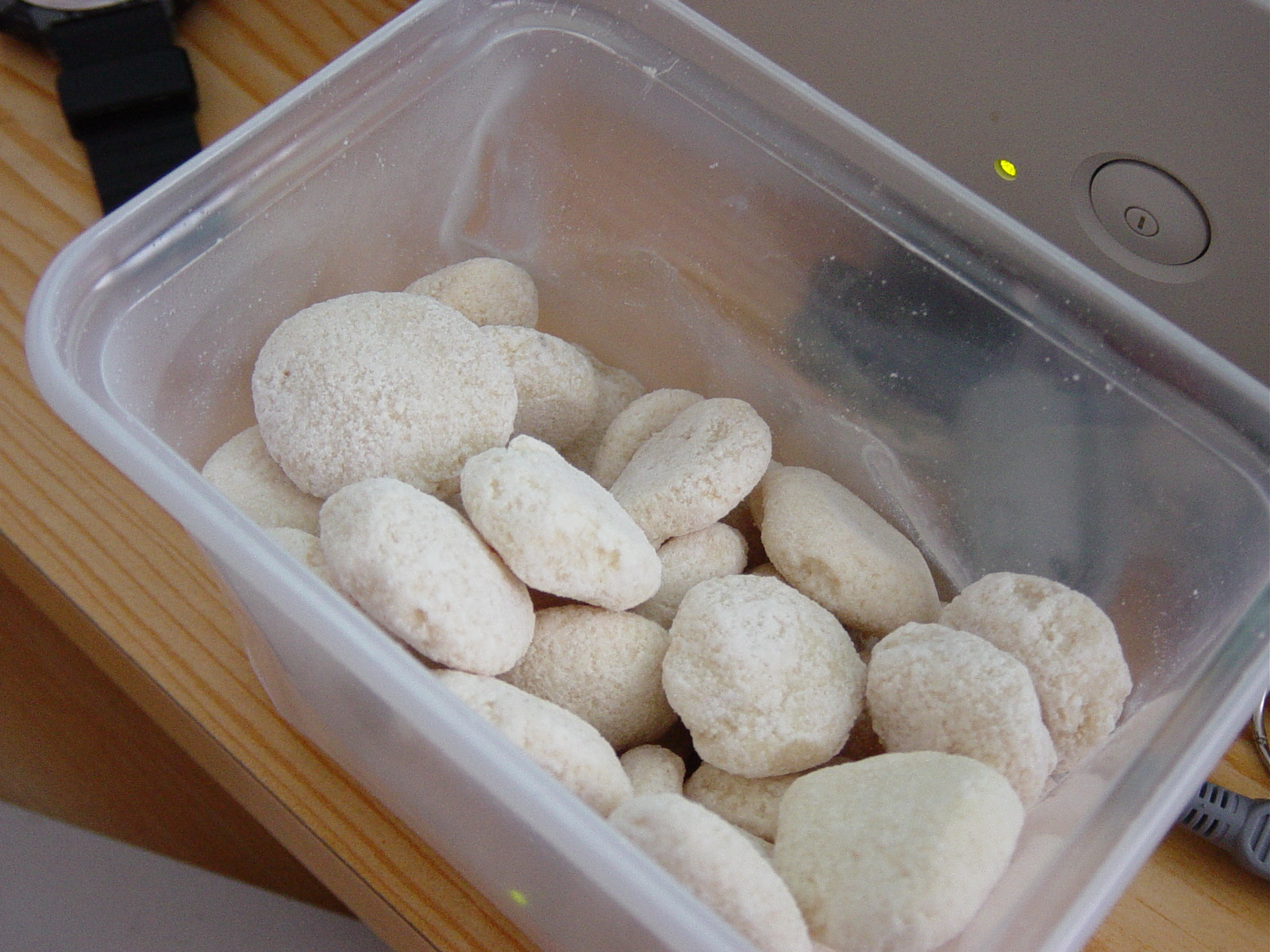
Qurt au Kazakhstan.
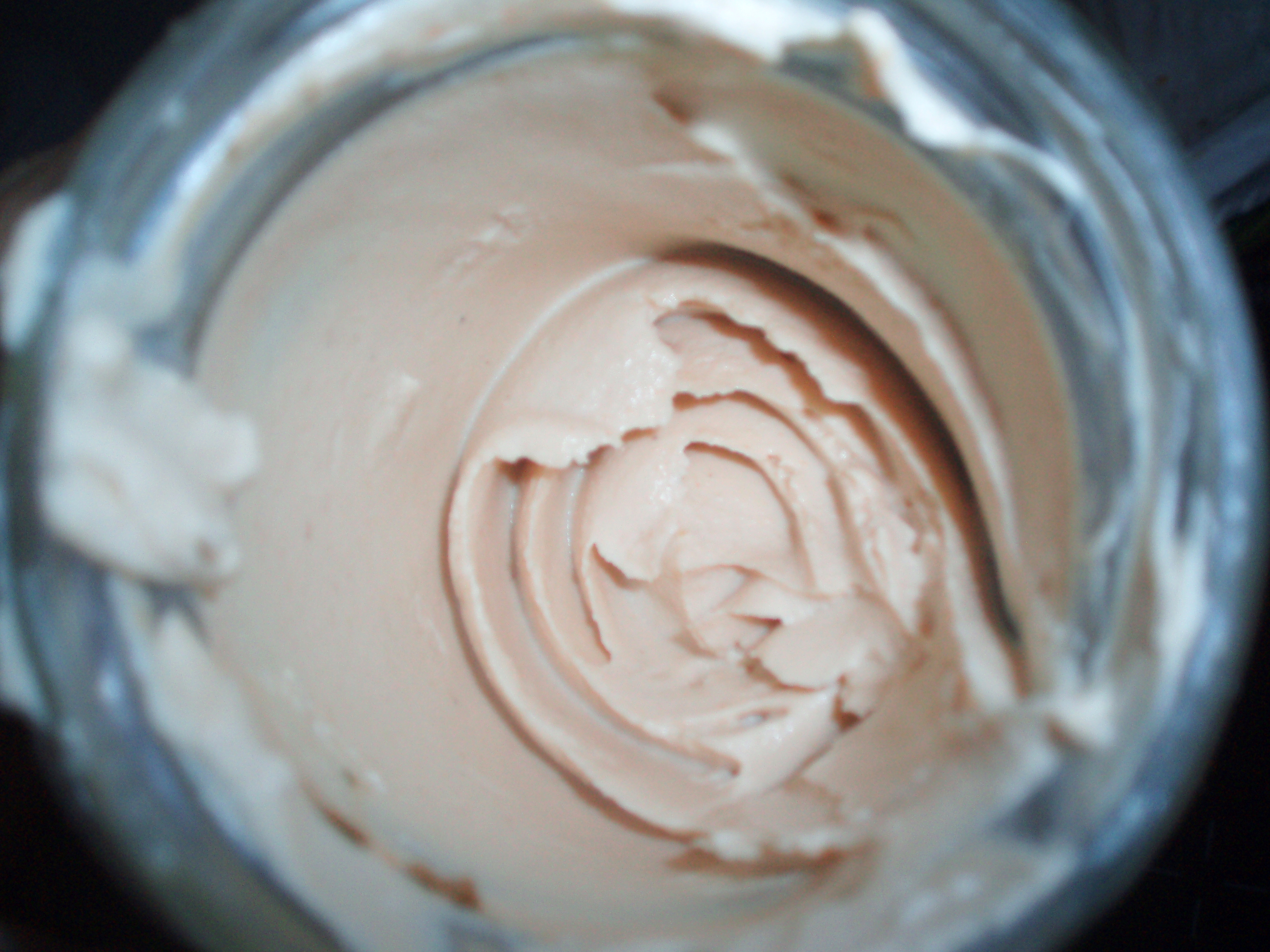
Kashk en Iran.
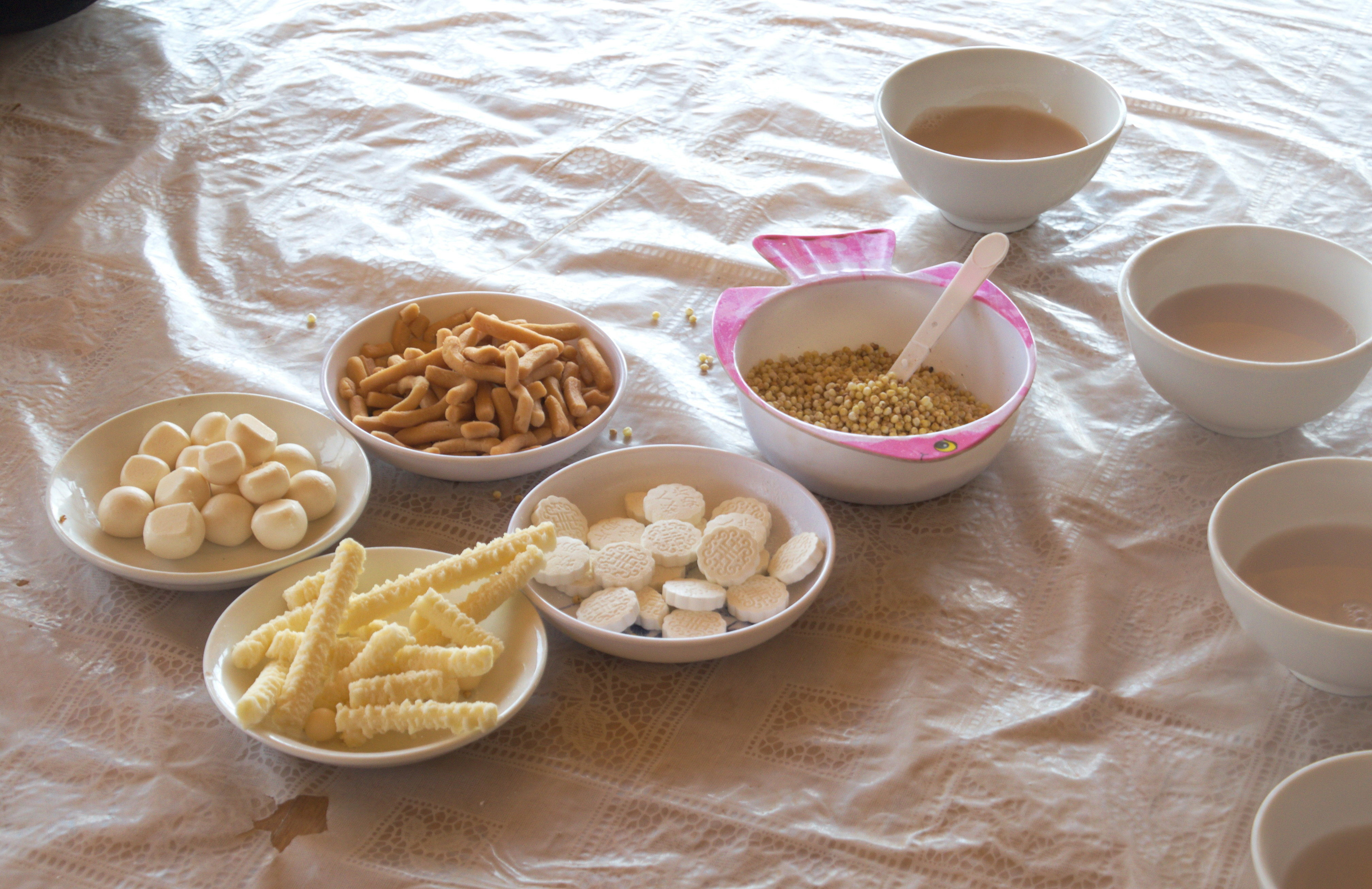
Aaruul et süütei tsai dans les steppes du nord de Hohhot en Mongolie-Intérieure.